# Petre Borilă
Petre Borilă (născut Iordan Dragan Rusev), (n. 13 februarie 1906, Silistra, Principatul Bulgariei – d. 2 ianuarie 1973, București, România) a fost un politician comunist român.
În anul 1924 a devenit membru al Partidului Comunist din România.
A fost membru ilegalist al PCR și luptător în Brigăzile Internaționale din Războiul Civil Spaniol, retras la Moscova până la sfârșitul celui de-al doilea război mondial.
După ce a revenit în România cu Divizia Tudor Vladimirescu, cu funcția de comisar politic, a devenit comandant al diviziei “Tudor Vladimirescu” (1944-1947); șeful organizației București a PCR (1944-1947). A fost apoi membru al CC al PCR (1948-1965), al Biroului Politic și al Comitetului Executiv (1965-1969), șeful Direcției politice a Armatei (1948-1950), a participat la ședința de dizolvare a Comitetului Democrat Evreiesc de la data de 16 martie 1953, membru al Biroului Organizatoric al PMR (1950-1953); președintele Comisiei Controlului de Stat (1951-1958); membru în Biroul Politic al CC responsabil cu economia (1952-1953); ministru al Industriei Alimentare (1953-1955), vicepreședinte al Consiliului de Miniștri (1954-1965). Petre Borilă a fost deputat în Marea Adunare Națională în sesiunile din perioada 1948 - 1969.
Petre Borilă a făcut parte din guvernele:
Gheorghiu (1), 
Gheorghiu (2), 
Chivu (1), 
Chivu (2), 
Maurer (1).
A conviețuit un timp cu comunista evreică Betty Birnbaum (Elisabeta Luca), secretara sa, care a devenit mai târziu soția lui Vasile Luca. A fost căsătorit cu comunista de origine evreiască Ecaterina Abraham. Fiica lor, Iordana, a fost soția lui Valentin Ceaușescu, cu care a avut un băiat, Daniel, născut în 1981.

## Distincții
- Medalia „A cincea aniversare a Republicii Populare Române” (24 decembrie 1952) „pentru lupta și munca duse în vederea făuririi, consolidării și prosperării Republicii Populare Române”[5]
- Ordinul „23 August” clasa I (12 august 1959) „pentru îndelungată activitate în mișcarea muncitorească, pentru contribuția activă la răsturnarea dictaturii militaro-fasciste și instaurarea regimului democrat-popular, pentru merite deosebite în opera de construire a socialismului”[6]
- Medalia „40 de ani de la înființarea Partidului Comunist din Romînia” (6 mai 1961) „pentru activitate îndelungată în mișcarea muncitorească și merite în opera de construire a socialismului”[7]
- Medalia „A XX-a Aniversare a Eliberării Patriei” (18 august 1964) „pentru merite deosebite în opera de construire a socialismului, cu prilejul celei de a XX-a aniversări a eliberării patriei”[8]
- Medalia jubiliară „A XX-a Aniversare a Zilei Forțelor Armate ale Republicii Populare Romîne” (21 octombrie 1964) „pentru merite deosebite în făurirea și întărirea Forțelor Armate ale Republicii Populare Romîne, cu prilejul celei de a XX-a aniversări a Zilei Forțelor Armate”[9]
- Ordinul „Tudor Vladimirescu” clasa I (30 aprilie 1966) „cu prilejul celei de-a 45-a aniversări de la înființarea Partidului Comunist din România, pentru îndelungată activitate în mișcarea muncitorească și merite deosebite în opera de construire a socialismului”[10]
- Ordinul Muncii clasa I (4 mai 1971) „cu prilejul aniversării a 50 de ani de la constituirea Partidului Comunist Român, [...] pentru activitate îndelungată în mișcarea muncitorească și merite deosebite în opera de construire a socialismului”[11]